# Гірник (футбольний клуб, Ровеньки)
«Гірник» — український футбольний клуб з міста Ровеньки Луганської області.

## Колишні назви
- «Авангард» (до 1994)
- «Авангард-Індустрія» (1995—1998)
- «Авангард» (1998—2003)
- «Авангард-Інтер» (2004)
- «Гірник-ДЮСШ» (2005)
- «Гірник» (2006—2014)

## Історія клубу

Колишня емблема клубу

Футбольний клуб в Ровеньках був заснований в 1924 році. У різний час команда носила назви «Авангард», «Сокіл», «Авангард-Індустрія».
Після першого кола чемпіонату 2003/2004 років «Авангард» об'єднався з луганським «Інтером» у команду «Авангард-Інтер», але союз швидко розпався, потім «Авангард-Інтер» об'єднався із сєверодонецькою «Молнією». У другому колі чемпіонату під назвою «Авангард-Інтер» фактично виступала «Молнія».
Після завершення сезону 2003/2004 команду «Авангард-Інтер» за заявою ФК «Авангард» Ровеньки було виключено зі змагань першості України серед команд другої ліги і припинено членство в ПФЛ ФК «Авангард» Ровеньки.
Однак уже навесні наступного року в Ровеньках в чемпіонаті Луганської області 2005 року виступав клуб під назвою «Гірник-ДЮСШ», який продовжив традицію «Авангарда» і грав свої домашні ігри на стадіоні «Авангард». У 2006 році клуб змінив свою назву на «Гірник» і завоював бронзові медалі чемпіонату області.
На професійному рівні в дев'яти чемпіонатах України з футболу (перша і друга ліги), футбольна команда «Авангард» (Ровеньки) провела 286 ігор, здобула 106 перемог, зіграла внічию в 50 матчах і в 130 матчах зазнала поразки, різниця забитих і пропущених м'ячів 284—422.
Найкращий бомбардир команди в чемпіонатах Україні на професійному рівні Олександр Помазанов, який забив 31 гол в 124 матчах. Рекордсмен команди за кількістю забитих м'ячів за сезон Олександр Помазанов — 12 забитих м'ячів у футбольному сезоні 2003/2004 року.
У Кубку колишнього СРСР в 1968 році, на попередньому етапі ровеньчани в серії пенальті (8:9), поступилися чернігівській «Десні».
У Кубку України футбольний клуб з Ровеньків провів 13 ігор, здобувши в них 8 перемог, 1 раз зігравши внічию і в 5 матчах, зазнавши поразки. Різниця забитих і пропущених м'ячів становить 26—36.
Найкращий бомбардир у кубкових турнірах України: Ігор Шило — 6 забитих м'ячів, він же є і рекордсменом клубу за кількістю забитих м'ячів за сезон — 4 забитих м'ячі у сезоні 1994/1995 року.
В даний час команда носить назву футбольний клуб «Гірник» і представляє у футбольних турнірах вугільне об'єднання ДП «Ровенькиантрацит».
Команда виступає на міському стадіоні «Авангард», що вміщує 5000 глядачів.

## Досягнення

### Професіональний рівень
- Переможець групи «Б» другої ліги першості України — 1996/97.
- Вихід в 1/16 фіналу розіграшу Кубка України — 1994/95.
- Учасник чемпіонату України серед клубів першої ліги — 1997/1998.

### Аматорський рівень

«Гірник» (Ровеньки) — володар Кубка Луганщини 2011

- Чемпіон Української РСР серед КФК: 1967.
- Фіналіст Кубка СРСР серед КФК: 1965.
- Переможець 4 зони аматорської ліги: 1993/94.
- Срібний призер 4 зони аматорської ліги: 1992/1993.
- Володар Кубка Міністерства вугільної промисловості України (3): 2003, 2005, 2006.
- Чемпіон Луганської області (6): 1964, 1966, 1967, 1983, 1989, 2012.
- Срібний призер чемпіонату Луганської області (2): 1980, 1992 (весна).
- Бронзовий призер чемпіонату Луганської області (1): 2006.
- Володар Кубка Луганської області (6): 1963, 1982, 1984, 1993, 1994, 2011.
- Фіналіст Кубка Луганської області (1): 1983.

## Рекордсмени команди
Найкращі бомбардири ровеньківської команди в чемпіонатах різних рівнів (за всі роки виступів): Леонід Савченко — 66, Ігор Шило — 47 і Валерій Козаченко — 44 забитих м'ячі.
Рекордсмен клубу за кількістю забитих м'ячів у сезоні: Ігор Шило — 16 голів у 25 матчах (1993/1994г.).
Найтитулованіший футболіст команди — Леонід Савченко:
- Переможець 4 зони аматорської ліги: 1993/1994
- Чемпіон Луганської області (2): 1983, 1989
- Срібний призер аматорської ліги (раніше перехідної ліги): 1992/1993
- Володар Кубка Луганської області (4): 1982, 1984, 1993, 1994